# DLOGTIME
En teoria de la complexitat, la classe de complexitat DLOGTIME és el conjunt dels problemes de decisió que poden ser resolts amb una màquina de Turing en un temps logarítmic. S'ha de definir amb una màquina de Turing d'accés aleatori, ja que d'altra manera la longitud de la cinta d'entrada seria més llarg que el rang màxim al que pot accedir la màquina.
DLOGTIME-uniforme és important en el camp de la complexitat de circuits.